# Благодатное (Удмуртия)
Благода́тное (чув. Пархатар — «благо, добро, счастье») — деревня в Граховском районе Удмуртской Республики. Ранее входила в состав Порымозаречного сельского поселения до его упразднения в 2021 году. Вместе с деревней Большой Шуберь образует единственное место компактного проживания чуваш в Удмуртской Республике.

## География
Населённый пункт расположен на реке Январка, в непосредственной близости от границы с Республикой Татарстан, в 9 км к юго-западу от районного центра, села Грахово, и в 179 км к северо-западу от города Ижевск. 

## История
Селение было основано в период столыпинских реформ чувашами из Цивильского уезда Казанской губернии (современных Урмарского, Янтиковского, Канашского и Цивильского районов Чувашской Республики).
До 1921 года деревня входила в состав Граховской волости Елабужского уезда Вятской губернии, в 1921 году образована Вотская АО и деревня вместе с Граховской волостью отошла в состав Можгинского уезда. В 1924 году деревня вошла в состав Козьмодемьянского сельсовета, в 1925 году в связи с образованием Лебедевского сельсовета деревня вошла в его состав. В 1963 году Лебедевский сельсовет расформирован и деревня передана в состав Граховского сельского поселения. В 1985 году в границах ранее расформированного Лебедевского сельсовета создан Зареченский сельсовет.
В результате реформы местного самоуправления 2004 года, Порымский и Зареченский сельсоветы были ликвидированы и из их состава образовано Порымозаречное сельское поселение (ликвидировано в 2021 году), в состав которого вошла деревня.

## Инфраструктура
- МОУ «Благодатновская начальная школа»
- МДОУ Благодатновский детский сад
- Благодатновский фельдшерско-акушерский пункт